# CPython
CPython és un intèrpret per al llenguatge de programació Python. És la implementació per defecte i més emprada. Està escrit en C. A part d'aquesta implementació n'existeixen d'altres com el Jython, escrit en Java, i l'IronPython, que està escrit en C# seguint les especificacions de la Common Language Infrastructure. També existeixen implementacions experimentals, com el PyPy.